# EVN AG
EVN AG (рус. ЭВН) —  австрийская международная энергетическая компания, со штаб-квартирой в городе Мария-Энцерсдорф.
Помимо энергетики, в группу компании EVN входит кабельное телевидение, услуги интернета, телефонной и мобильной связи «Kabelplus GmbH».

## История
Компания основана в 1922 году как государственная электроэнергетическая компания, для электрификации местной железной дороги и снабжение города Санкт-Пёльтен. В период правления национал-социализма в её состав были национализированы электростанции в городах Хорн, Кремс-ан-дер-Донау, Вайдхофен-ан-дер-Ибс, Вильгельмсбург. В 1944 году в городе Нойзидль-ан-дер-Цайя была построена первая электростанция на природном газе. В 1950-х годах компания на реке Камп завершила строительство сети гидроэлектростанций. После этого были сделаны дополнительные инвестиции в тепловые электростанции реки Дуная. В 1972 году объединенная компания получила название EVN AG.
Со вступлением Австрии в Евросоюз, компания EVN расширила своё присутствие на международном уровне, обеспечив около 2,2 миллиона потребителей электроэнергии в Болгарии и Македонии. Построенная в партнёрстве с Verbund, которой EVN также продаёт свою энергию в Австрии, ГЭС Ашта 1 на реке Дрин в Албании введена в эксплуатацию в 2012 году. В 2013 году EVN продала свою долю в проекте каскада ГЭС на Деволи в Албании своему партнёру —  норвежской Statkraft.
В 2007 году компания построила в промзоне Бирюлёво Южного административного округа Москвы на площади 2,5 га, мощностью в 300 000 т/год мусоросжигательный завод МСЗ 3, который из отходов вырабатывает электричество. Это стало возможным в рамках государственно-частного партнерства EVN и Правительством Москвы в лице ГУП «Экотехпром» было создано совместное предприятие ООО «EФН-Экотехпром МСЗ 3». В 2015 году СМИ сообщали о желании EVN продать 70% своей доли, однако компания по сведениям ЕГРЮЛ сохранила свои акции.
В 2008 году EVN строила планы на строительство муссорожегательного завода на Украине, запросив у киевской городской администрации банковскую гарантию. Однако стороны не пришли к соглашению.
В 2013 году EVN в России построила завод по производству гипохлорита натрия, который она продала государственному Мосводоканалу за 250 млн евро.